# Friðrik Þór Friðriksson
Friðrik Þór Friðriksson známý též jako Fridrik Thor Fridriksson (* 12. května 1954 Reykjavík) je islandský filmový režisér, příležitostně zastávající i funkci producenta, scenáristy, střihače, kameramana anebo herce.
Na mezinárodních filmových festivalech je možné vidět jako reprezentanty Islandu právě jeho filmy. Jeho druhý snímek Děti přírody (1991) byl nominován na Oscara jako nejlepší cizojazyčný film. Jako herec se představil ve snímku Kdo je tady ředitel?, který natočil dánský režisér Lars von Trier.

## Život a dílo
Vyrůstal v 60. letech na Islandu. Byl velmi ovlivněn americkými filmy. Především díla Johna Forda, Akiry Kurosawy a Nicholase Raye ovlivnila mladého Friðrika v rozhodnutí stát se filmařem.
Svou kariéru začal na počátku osmdesátých let, kdy tvořil především experimentální filmy a dokumenty. V roce 1990 založil Islandskou filmovou společnost, která je od té doby nejdůležitější produkční společností v zemi. Spolupracoval se dvěma nejuznávanějšími islandskými spisovateli a scenáristy. Filmy Děti přírody a Andělé všehomíra vznikly ve spolupráci s islandským spisovatelem Einarem Márem Guðmudssonem. Spolupracoval také s Einarem Kárásonem, konkrétně na snímcích Ďáblův ostrov, Bílé velryby nebo Falcon, které se vyznačují silným vizuálním stylem s působivými kamerovými záběry.
Jeho filmy zobrazují islandskou kulturu, charaktery islandských obyvatel, kontrasty mezi městem, jako je Reykjavík, a krásami drsné islandské přírody.
Nejnovějším dílem, které vytvořil, je dokumentární film A Mother‘s Courage: Talking Back to Autism, který měl premiéru na filmovém festivalu v Torontu roku 2009. Poslední celovečerní film nese název Mamma Gógó a je předběžným kandidátem na Evropskou filmovou cenu.